# Fytoplankton

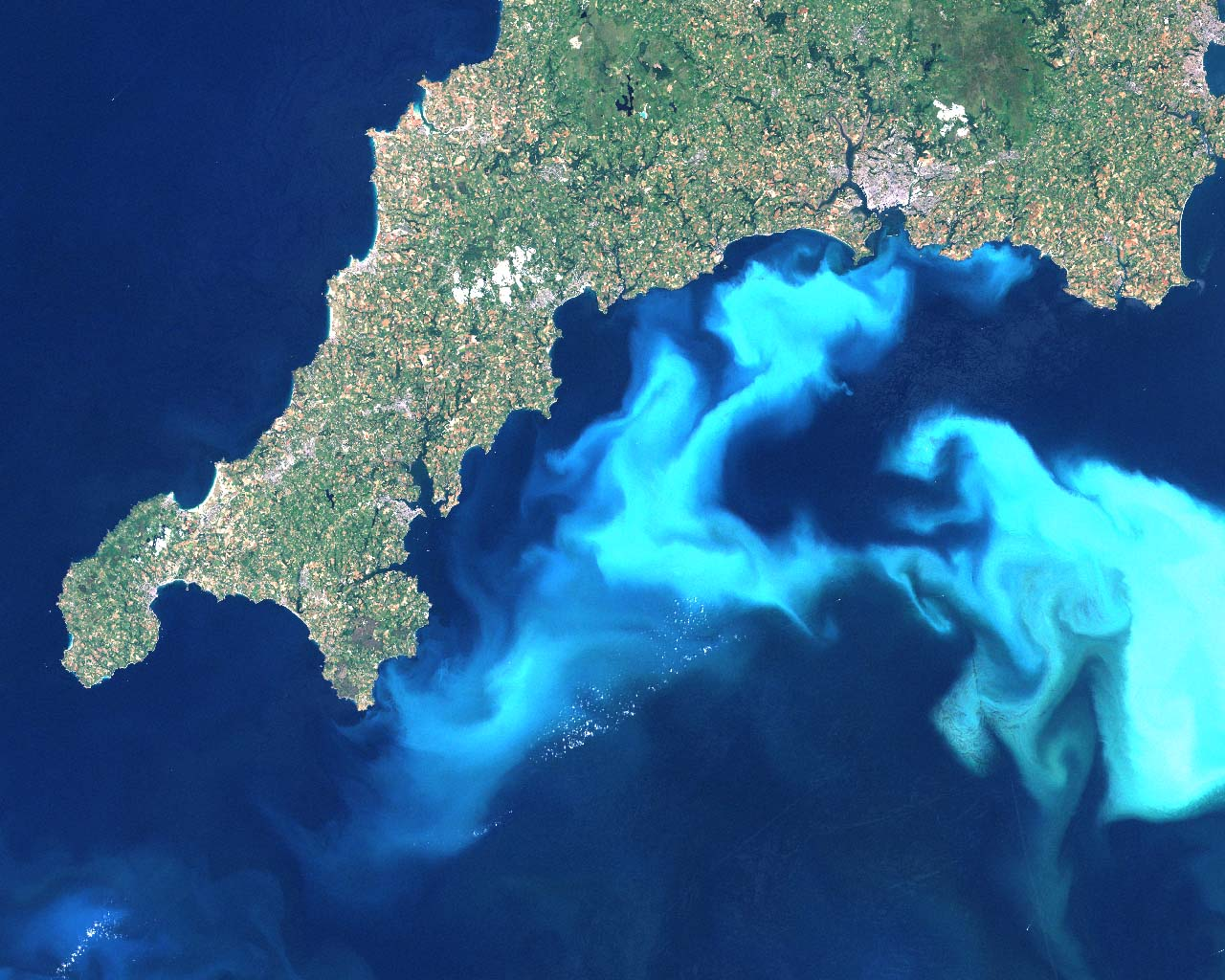
Opstoot van Emiliania huxleyi nabij Zuid-Engeland

Fytoplankton (een combinatie van de Griekse woorden, φυτόν (phuton) "plant" en πλαγκτός (planktos) "dwalend") is plankton dat voor de energievoorziening afhankelijk is van fotosynthese. Hiertoe behoren zowel algen als sommige groepen bacteriën zoals blauwalgen. Fytoplankton is de grootste primaire producent van zuurstof op aarde. Het is de voedselbron van zoöplankton en van veel hogere dieren.
De meeste fytoplanktonsoorten zijn te klein om met het blote oog te zien. Wanneer ze echter in voldoende grote aantallen aanwezig zijn, kunnen sommige soorten merkbaar zijn als gekleurde vlekken op het wateroppervlak vanwege de aanwezigheid van chlorofyl in hun cellen en accessoire pigmenten (zoals fycobiliproteïnen of xanthofyllen).
Het fytoplankton is op grond van samenstelling van de chloroplasten in te delen in drie groepen:
- fytoplankton met chlorofyllen (behorend tot de groenwieren)
- fytoplankton met carotenoïden (behorend tot de bruinwieren)
- fytoplankton met fycobilinen (behorend tot de blauwwieren)

Er zijn veel fytoplanktonsoorten. Zij kennen ieder hun specifieke optimale omstandigheden. Abiotische milieufactoren die hierin een rol spelen zijn:
- temperatuur
- fosfaat- en nitraatgehalte
- opgelost zuurstof
- gehalte aan koolstofdioxide
- stroming van het water
- zuurgraad
- invallend licht
- zoutgehalte

Belangrijke groepen algen in het fytoplankton zijn de diatomeeën en de dinoflagellaten. 

## Bemonsteren van fytoplankton
Om te bepalen welk soorten in het fytoplankton voorkomen moet er bemonsterd worden. Er zijn drie gangbare manieren om fytoplankton te bemonsteren:
- Bij de eerste methode wordt er met een emmer water opgeschept en dat wordt vervolgens door een fytoplanktonnet met een maaswijdte van 30 micrometer gehaald.
- Bij de tweede methode wordt er fytoplankton in een fles gevangen. Vervolgens wordt het monster bezonken na toevoegen van een reagens.
- Bij de derde methode wordt het fytoplankton van de waterplanten afgeschraapt.